# Razgor pri Žabljeku
Razgor pri Žabljeku je naselje v Občini Slovenska Bistrica.